# アメリカン・プレイヤー
アメリカン・プレイヤー（英: An American Prayer）は、1978年にリリースされたドアーズのアルバム。本作はドアーズの解散から6年後にレイ・マンザレク、ロビー・クリーガー、ジョン・デンスモアの三名がジム・モリソンの詩の朗読テープにバック・トラックを録音した物。モリソンの詩は淫蕩な物が多かったため、60年代には使用することができなかった。

## 曲目
- 詩の朗読：ジム・モリソン、音楽：ドアーズ

1. 目覚めよ - Awake
  - 亡霊の歌 - Ghost Song
  - 夜明けのハイウェイ／目ざめる生まれたての赤子 - Dawn's Highway / Newborn Awakening
2. 成熟 - To Come Of Age
  - 黒く磨かれたクローム／ラティーノ・クローム - Black Polished Chrome / Latino Chrome
  - 天使たちと水夫たち／酔いしれて無垢になる - Angels And Sailors / Stoned Immaculate
3. 詩人の夢 - The Poet's Dreams
  - 映画 - The Movie
  - 呪い、呪文 - Curses, Invocations
4. 炎に包まれる世界 - World On Fire
  - アメリカン・ナイト - American Night
  - ロードハウス・ブルース - Roadhouse Blues
  - 炎に包まれる世界 - World On Fire
  - 哀歌 - Lament
  - ヒッチハイカー - The Hitchhiker
5. アメリカン・プレイヤー - An American Prayer
  - 魔術の一時 - Hour for Magic
  - 自由が存在する - Freedom Exists
  - 友人同士の宴 - A Feast of Friends

ボーナス・トラック
1. バビロン・フェーディング - Babylon Fading
2. バード・オブ・プレイ - Bird of Prey
3. 亡霊の歌 - The Ghost Song